# Herbert Glaeser (Politiker)
Herbert Glaeser (* 13. Mai 1899 in Waldenburg, Landkreis Waldenburg, Provinz Schlesien; † 3. März 1958 in Wüsting, Niedersachsen) war ein deutscher Politiker (BHE) und Abgeordneter des Niedersächsischen Landtages.

## Leben
Glaeser besuchte das Gymnasium in Waldenburg und schloss dieses mit dem Kriegsabitur ab, da er als Freiwilliger am Ersten Weltkrieg teilnehmen musste. Nach Kriegsende studierte er an der Universität Breslau in Breslau. Während des Studiums wurde er 1919 Mitglied der Burschenschaft Arminia Breslau. Als Freiwilliger nahm er an den Aufstände in Oberschlesien teil. Später war er Angestellter im Tierzuchtamt in Neustadt O.S. Glaeser nahm auch am Zweiten Weltkrieg teil und geriet dabei in Sowjetische Kriegsgefangenschaft. Nach Kriegsende und Vertreibung ließ er sich in Niedersachsen nieder und arbeitete auf dem Flugplatz in Oldenburg.

## Politik
Im Vertriebenenverband in Gemeinde und Kreis war Glaeser seit der Gründung tätig. Er war erster Kreisvorsitzender des Zentralverbandes der vertriebenen Deutschen im Kreisverband Oldenburg-Land und deren erster Kreisvorsitzender. Er war Ratsherr und Mitglied des Kreistages Oldenburg-Land. Abgeordneter des Niedersächsischen Landtages war er in der 2. und 3. Wahlperiode vom 5. Mai 1951 bis zu seinem Tode. Wichtigstes politisches Amt war der Vorsitz des Ausschusses für Forstangelegenheiten vom 6. November 1953 bis 23. November 1954.
Herbert Glaeser starb am 3. März 1958 in Wüsting.